# برزليق
برزليق هي قرية في مقاطعة ميانة، إيران. عدد سكان هذه القرية هو 245 في سنة 2006.